# Cistícola cendrosa
La cistícola cendrosa (Cisticola cinereolus) és una espècie d'ocell passeriforme de la família Cisticolidae endèmica de la Banya d'Àfrica.

## Descripció
És un ocell petit amb la majoria de les plomes de les parts superiors amb el centre gris fosc o negre i les vores del davant, cosa que li dona un aspecte vetejat o escamat. Les parts inferiors són blanquinoses, encara que la gola és blanca i els costats tenen certa tonalitat canyella.

## Hàbitat i distribució
Es localitza a Etiòpia, Kenya, Somàlia, Sudan del Sud i Tanzània.
L'hàbitat natural és la sabana àrida, matollars àrids tropicals o subtropicals i planures de pastures tropicals o subtropicals.